# Batalla del ''José Luis Díez''
La batalla del "José Luis Díez" fue una batalla naval que tuvo lugar durante el tercer año de la guerra civil española y que se desarrolló en dos momentos diferentes. El primero fue en agosto de 1938 cuando el destructor de la Armada republicana José Luis Díez intentó cruzar el Estrecho de Gibraltar para reintegrase a la base naval de Cartagena después de haber sido reparado en el puerto francés de Le Havre y fue seriamente dañado por la Armada franquista que le estaba esperando, teniendo que refugiarse en la colonia británica de Gibraltar. El segundo momento se produjo a finales de diciembre cuando el José Luis Díez, una vez reparado, intentó abandonar Gibraltar siendo atacado de nuevo por los buques "nacionales" nada más salir del puerto, ya que España no reconoce aguas jurisdiccionales a la colonia británica. El destructor quedó varado en la Playa de los Catalanes y la dotación del barco fue llevada por destructores británicos a Gibraltar, para reintegrase más tarde a la España republicana.

## Antecedentes
En octubre de 1936 el grueso de la Armada republicana volvió al Mediterráneo y en el mar Cantábrico sólo quedó el destructor José Luis Díez junto con dos submarinos (el C-2 y el  C-5 (1930) y el torpedero T-3. Pero esta pequeña escuadra pronto dio muestras de ineficacia e inactividad (el José Luis Díez sería conocido en Bilbao por «Pepe el del puerto» por lo poco que salía a navegar), lo que tenía que ver con el poco grado de confianza que ofrecían sus mandos. Los comandantes del José Luis Díez y del submarino C-5 eran adictos a la causa nacional y el del torpedero T-3 no era un mando profesional. Mientras tanto los barcos de la Armada del bando sublevado controlaban los accesos a los puertos republicanos de la franja norte apresando a voluntad los barcos mercantes que se dirigían a ellos. Se reclamó al gobierno de Valencia, que era entonces la capital de la República, que enviara más unidades al Cantábrico pero el jefe del recién creado Estado Mayor Central de la Armada, el capitán de corbeta Luis González de Ubieta, contestó que no era partidario de dividir las fuerzas navales republicanas y tampoco hizo nada para remediar la inactividad del destructor José Luis Díez y del submarino C-2.

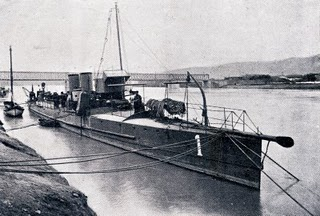
Torpedero de la Clase T-1 en Tortosa 1915

En cuanto se inició la ofensiva de Vizcaya el 31 de marzo de 1937 el lehendakari Aguirre reiteró al gobierno de Valencia la petición de los cuatro destructores y de los tres submarinos (y sobre todo de aviación) pero solo fueron enviados al Cantábrico dos submarinos (el C-4 y el C-6) y un destructor, el Císcar recién entregado. El comandante de este último, el alférez de navío José García Presno, pronto dio pruebas de su negligencia y dudosa lealtad a la República, lo que fue denunciado por Aguirre al ministro de Defensa Indalecio Prieto. En un telegrama del 10 de mayo le comunicó que era muy probable que sus oficiales y clases fueran "fácilmente sobornables por facciosos, repitiendo la conducta del José Luis Díez", y además le reiteró la inactividad del C-2 (que por fin se hizo a la mar el 31 de mayo, pero que el 16 de junio alegó una avería y se refugió en Castro Urdiales), del torpedero T-3 y, de nuevo, del destructor José Luis Díez, cuyo comandante, el teniente de navío Evaristo López, era desleal y ya había saboteado los esfuerzos gubernamentales desde su puesto anterior en el Estado Mayor de las Fuerzas Navales del Cantábrico.
Conforme las fuerzas de Mola estrechaban el cerco sobre Bilbao, que caería el 19 de junio, se hizo más evidente la indisciplina de las dotaciones de los dos destructores republicanos, el Císcar y el José Luis Díez, por lo que por una orden del 2 de junio del presidente Aguirre sus miembros fueron detenidos y llevados al cuartel para ser empleados en trabajos de fortificación o para cubrir bajas. Fueron sustituidos por miembros de los Voluntarios del Mar, el cuerpo creado por el gobierno vasco para dotar de tripulaciones a los bous y otros barcos de la Marina de Guerra Auxiliar de Euzkadi. Se nombró como "delegados políticos" de los buques a los dos capitanes de los bous Gipuzcoa y Bizkaia, que habían alcanzado un gran prestigio desde su actuación en la batalla del cabo Machichaco y que gozaban por ello de la confianza de la marinería vasca que iba a sustituir a las indisciplinadas dotaciones. El comandante del Císcar fue destituido y su cargo lo ocupó el guardiamarina de segunda habilitado como alférez de navío, José Antonio Castro Izaguirre, pero no así el del José Luis Díez, que continuó al frente del mismo. La orden del gobierno vasco no fue muy bien acogida por el gobierno de Valencia (un asesor soviético llegó a hablar de golpe de Estado vasco) pero al final el criterio del ministro de Defensa Indalecio Prieto se impuso y las decisiones de Aguirre fueron ratificadas.
Sin embargo, los comportamientos del José Luis Díez y del Císcar no mejoraron demasiado con el cambio, lo que parece dar la razón a los que sugirieron que tal vez la sustitución de las dotaciones fuera un plan de los mandos, encabezados por el jefe de las Fuerzas Navales del Cantábrico, el capitán de fragata Enrique Navarro Margati de dudosa lealtad a la República, que engañaban a los vascos para hacer aún más ineficaces a los dos destructores. Así momentos antes de la caída de Bilbao, el 15 de junio, el José Luis Díez huyó a un puerto francés y lo mismo hizo el Císcar, a bordo del cual iban el jefe de las Fuerzas Navales del Cantábrico, el capitán de fragata Navarro, y el jefe de Estado Mayor, Vicente Agulló, que en cuanto llegaron a puerto escaparon en un bote salvavidas. Lo mismo hicieron el comandante del José Luis Díez, Evaristo López, y tres oficiales más.
Reintegrado a Santander allí volvió a hacerse patente su ineficacia, al igual que la del destructor Císcar, para proteger a los barcos que seguían esforzándose en burlar el bloqueo "nacional". Así el 22 de agosto de 1937 la flota republicana del Cantábrico zarpó de Santander en dirección al puerto de Gijón ante la inminente llegada de los "nacionales".
Para defender Asturias del bloqueo "nacional" además de los destructores Císcar y José Luis Díez los republicanos contaban con tres submarinos, pero dos ellos pronto desertaron pretextando que debían dirigirse a un puerto francés para ser reparados. El C-4 entró en el puerto de Le Verdon el 29 de agosto y el C-2 en el de Brest el 1 de septiembre. Por esas mismas fechas el José Luis Díez recibió el impacto de tres bombas y su capitán decidió llevarlo al puerto inglés de Falmouth a donde llegó el 31 de agosto. "La brújula no funcionaba y la dotación, inmensamente cansada, sufría hasta hambre", señala Michael Alpert.
Tras la caída de Asturias, la República recuperó los submarinos que estaban siendo reparados en el extranjero donde habían desertado sus comandantes (el C-2 en Saint Nazaire y el C-4 en Burdeos) y pasaron a estar mandados por oficiales soviéticos por carecer de oficiales leales con experiencia en esa arma. En cuanto al destructor José Luis Díez fue reparado en Falmouth pero cuando recibió la orden de volver a España sus oficiales desertaron y el 15 de septiembre 68 miembros de la dotación abandonaron el buque siendo detenidos y alojados en la cárcel de Exeter, capital del condado. Finalmente el destructor zarpó el 25 de septiembre de 1937 dirigiéndose a Le Havre donde fondeó con averías dos días después.

## La batalla
El destructor José Luis Díez fue reparado en Le Havre, donde su comandante, el ex guardiamarina Juan Antonio Castro, rechazó el soborno de los "nacionales" para que llevara el barco a un puerto de la zona sublevada fingiendo una avería o que lo hundiese. En la noche del 26 al 27 de agosto de 1938 cuando intentó cruzar el estrecho de Gibraltar a toda velocidad aparentando ser el destructor británico Grenville -llevaba su número de identificación D19 y la bandera británica en la torre de proa; además las chimeneas habían sido pintadas con dos franjas negras que correspondían a una flotilla británica y se camufló el cañón de 76,2 mm para que pareciera de 101 mm- fue atacado por la flota sublevada que lo estaba esperando y con graves averías se refugió en Gibraltar. En el ataque murieron veinticuatro pescadores que habían sido hechos prisioneros por el José Luis Díez en alta mar cuando efectuaban labores de reconocimiento para los sublevados y cinco marineros, además de otros cinco que resultaron heridos. La flotilla de siete destructores republicanos que se encontraba al otro lado del Estrecho para escoltarlo hasta Cartagena no intervino por temor a perder algunos de sus barcos ante la superior potencia de fuego de los dos cruceros sublevados, sobre todo del Canarias que era el que había tocado al José Luis Díez. A pesar de las protestas del gobierno de Burgos, fue reparado en la colonia británica de Gibraltar aunque por ingenieros de la Armada republicana y con obreros cualificados y material españoles llegados desde Cartagena debido a que la única empresa gibraltareña de construcción naval se negó a hacerlo porque trabajaba para los "nacionales"..
En la madrugada del 30 de diciembre abandonó el puerto de Gibraltar pero fue atacado de nuevo por los cañoneros-minadores Júpiter y Vulcano y el recién entregado Marte que lo estaban esperando ya que habían sido avisados con bengalas por agentes nacionales que se encontraban en Gibraltar. El destructor fue alcanzado y embarrancó en la Playa de los Catalanes. Acudió en su ayuda el destructor británico Vanoc que obligó a alejarse a los minadores franquistas, arrió la bandera española del buque y desembarcó a la tripulación. El destructor fue remolcado hasta el puerto de Gibraltar, donde permanecería hasta abril de 1939..

## Consecuencias
Los 153 oficiales y marineros supervivientes fueron internados en una prisión militar en malas condiciones, lo que motivó las protestas ante el gobierno británico del presidente del gobierno republicano Juan Negrín por el trato dado a la "heroica tripulación [del] José Luis Díez", y todos rechazaron la oferta de entrar en la zona sublevada. Fueron repatriados el 11 de enero de 1939 por dos destructores ingleses que los llevaron a Almería. "Tal fue el final -verdaderamente trágico- de este destructor, de vida accidentada, el cual, por poco hábiles que fueran su joven comandante y su dotación, se había comportado dos veces con valor y gallardía".
Tras el final de la guerra civil española el joven comandante del destructor José Luis Díez, el teniente de navío Juan Antonio Castro, se unió en 1940 a las fuerzas de la Francia Libre del general De Gaulle y obtuvo el mando de un destructor. Después de 1945 siguió su carrera en la Armada francesa donde llegó al empleo de capitán de navío, mandó el puerto de Tolón y desempeñó el cargo de jefe de los servicios meteorológicos de la Armada.